# Брда (река)
Брда (пољ. Brda) је река у Пољској. Дуга је 238 km. Улива се у Вислу. 